# Режим 4. августа
Режим 4. августа (грчки: Καθεστως της 4ης αυγουστου), уобичајено познат и као метаксас режим, је био тоталитарни режим под вођством генерала Јоаниса Метаксаса који је владао од 1936. до 1941. Метаксас је 4. августа 1936. уз подршку краља Ђорђа II суспендовао грчки парламент и наставио да председава конзервативном, чврсто антикомунистичком владом. Режим је инспирисао своју симболику и реторику из фашистичке Италије, али је задржао блиске везе са Британијом и француском Трећом републиком, а не са силама Осовине. Након Метаксасове смрти у јануару 1941. режим је у потпуности зависио од краља. Иако је Грчка окупирана након немачке инвазије на Грчку у априлу 1941. и грчка влада је била приморана да оде у егзил у Краљевину Египат под британском контролом, неколико истакнутих личности режима, посебно озлоглашени шеф безбедности Константинос Манијадакис, преживело је неколико месеци у кабинета све док краљ није био приморан да их разреши у компромису са представницима старог демократског политичког естаблишмента.

## Историја
Метаксас је наметнуо свој режим првенствено да би се борио против турбулентне друштвене ситуације која је преовладавала у Грчкој 1930-их, у којој је политичка фракционизација пореметила грчку парламентарну демократију. Потонуће кредибилитета парламента било је праћено неколико покушаја државног удара; венизелистички пуч је пропао у марту 1935, а следећег октобра избори су ојачали ројалистичку већину, што је омогућило прогнаном краљу Ђорђу да се врати у Грчку. Краљ је поново успоставио монархију у земљи, али парламент, подељен на некомпатибилне фракције, није био у стању да обликује јасну политичку већину и формира владу. У међувремену, све већа активност комуниста, чијих је 15 посланика са избора 1936. држало равнотежу између 143 монархиста и 142 либерала и републиканаца, створила је ћорсокак.
У мају 1936. су избили широко распрострањени немири међу узгајивачима дувана и индустријски немири на северу земље, што је на крају довело до тога да генерал Метаксас суспендује рад парламента уочи великог штрајка, 4. августа 1936. Подржао га је краљ. а Метаксас је прогласио ванредно стање, поништио различите чланове устава и успоставио кризни кабинет како би зауставио немире и обновио друштвени поредак. У једном од својих првих говора, Метаксас је објавио: „Одлучио сам да задржим сву моћ која ми је потребна да спасем Грчку од катастрофа које јој прете“. Тако је рођена диктатура Метаксаса, а временски период који ће уследити назван је по дану када је Метаксас дошао на апсолутну власт: 4. август. Нови режим су подржале мале екстремистичке политичке странке и конзервативци који су очекивали обрачун са комунистима.
Корени Метаксасове „нове државе“ тражени су у класичној историји Грчке. Метаксас је мислио да ће грчки национализам подстаћи „паганске вредности античке Грчке, посебно Спарте, заједно са источно-православним хришћанским вредностима средњовековног царства Византије“. Античка Македонија је такође величана као први политички ујединитељ Хелена. За свој главни симбол, омладинска организација режима изабрала је лабрис, симбол древног минојског Крита.
Традиционалне грчке вредности „Држава, лојалност, породица и религија“, које је Метаксас више пута хвалио, такође су биле блиске онима древних Спартанаца. Режим је промовисао спартанске идеале самодисциплине, милитаризма и колективне жртве, док је Византија стављала нагласак на централизовану државу и приврженост монархији и Грчкој православној цркви.
Метаксас је сматрао стварање Нове Државе у Португалу Антониа Салазара својом главном инспирацијом и окружио се елементима из овог и других диктаторских режима тог времена. Тако је његов главни идеолошки слоган такође био „Нова држава“ и режим од 4. августа користио је сопствене војне униформе, поздраве, песме и ритуале, укључујући римски поздрав који је Метаксас сматрао грчким пореклом као поздрав бог сунца Аполон, и он га је назвао "Хеленски поздрав". Метаксасов режим је такође развио карактеристике типичне за ауторитарне државе као што су Италија и Немачка из 1930-их; режимска пропаганда представљала је Метаксаса као „првог сељака“, „првог радника“ и као „националног оца“ Грка. Попут његових савременика Хитлера са Фирером и Мусолинија са Дучеом, Метаксас је усвојио титулу архигоса, на грчком за „вођу“ или „поглавицу“, и тврдио је да његов режим мора да постави темеље за појаву славне „треће хеленске цивилизације“ комбиновањем најбоље из античке Грчке и грчког византијског царства средњег века.

### Тотализаризам
Режим Метаксаса је настојао да свеобухватно промени Грчку и стога је успоставио контролу над грчким друштвом, политиком, језиком и економијом. У свакој од ових области политике, влада Метаксаса је више изгледала као антиципација франкистичке Шпаније него да личи на своје савременике нацистичку Немачку или фашистичку Италију. Метаксас је рекао: Грчка је од 4. августа постала антикомунистичка држава, антипарламентарна држава, тоталитарна држава. Држава заснована на својим фармерима и радницима, и тако антиплутократска. Не постоји, наравно, одређена партија којом би владала. Ова партија је сав Народ, осим непоправљивих комуниста и реакционарних старопартијских политичара.
Доласком на власт са намером да успостави јавни ред, Метаксасова држава је у великој мери остварила овај циљ, под надзором њеног најфашистичког члана, министра јавног реда Константиноса Манијадакиса. Манијадакис је створио другу лажну „комунистичку партију“, објавио лажни Ριζοσπάστης (Ризоспастис; комунистичке новине у Грчкој) и постигао распуштање свих комунистичких организација. Метаксасове политике, попут цензуре медија, забране политичких партија и забране штрајкова, копирале су савремене европске ауторитарне режиме. Као њени крајње десничарски савременици Италија и Немачка, грчка држава је такође имала своју политичку полицију, Асфалеју, засновану на Гестапоу (њен шеф Манијадакис је одржавао блиске односе са Химлером по питању метода и техника). Циљ Асфалеје је био да обезбеди јавни ред.
Режим је такође потискивао ребетико музику због бескомпромисног текста и фаворизовао традиционалну грчку народну музику. Забрањени су хашиш, багламе и бузуки, или бар свирање на источњачки начин и скале. Вероватно инспирисан Националистички покретом у Немачкој, масовна промоција грчке народне музике је одржана, путем радија и јавних фестивала, углавном због анимозитета државе према бузукијима и ребетико музици. По овом питању се грчка комунистичка левица сложила, сматрајући ребетико „реакционарним“.
Убрзо након свог настанка, Режим је извршио оштру репресију над комунистима и левичарима. Око 15.000 људи је ухапшено и затворено, или прогнано из политичких разлога; неки су били подвргнути мучењу. Метаксасов режим је присилио Комунистичку партију у "подземље", а такође је покушао да разбије стари систем лојалности ројалистичких и венизелистичких партија. Те главне снаге су, међутим, остале, као и претходних деценија, и поново су се појавиле одмах након четворогодишњег режима Метаксаса. Док је Метаксасов режим поигравао комунистичку претњу да би оправдао репресију, није познато да је режим починио политичка убиства и да није увео смртну казну. Дисиденти су, радије, обично протеривани на мала острва у Егејском мору. На пример, либерални лидер Јоргос Папандреу је прогнан у Андрос. У међувремену, Грчка комунистичка партија, која је већ била стављена ван закона, остала је нетакнута. Законска ограничења против њега коначно су окончана 1974. године током метаполитефси (период модерне грчке историје од пада Јоанидске војне хунте 1973–74.).
Метаксас је школован у Немачкој империји и дивио се немачкој култури. Подржавао је уметност (позоришну, књижевну, музичку, визуелну итд.). Сарађивао је са значајним интелектуалцима тог доба, као што су Стратис Миривилис, Никос Казантзакис, Ангелос Сикелианос, Манолис Каломоирис, Ангелос Терзакис, Ели Серајдари и други, на промоцији идеја режима, посебно код младих. Друга значајна политика била је употреба и промоција демотског грчког (Димотики) у образовном систему (али у конзервативном облику), уместо Каратевуса језика. Манолис Триантафилидис је одређен да креира коришћену димотичку граматику.

### Омладина
Да би задржао и одржао вредности режима у наредним годинама, Метаксас је изнедрио Εθνικη Οργανωση Νεολαιας- Националну организацију младих. Органинзација је окупила младе из свих економских и друштвених слојева у једно тело. Образовање дечака је наглашавало дисциплину и физичку обуку, док су девојчице учене да постану супруге које пружају подршку и брижне мајке како би одгајале јачу, здравију нову генерацију. Организација је издавала двонедељни часопис под називом Νεολαια, (грчки за „Младост“), који је имао велики утицај и у школама и у високом образовању. Метаксасова визија је била да створи, кроз младе, „Трећу хеленску цивилизацију“, континуитет древне грчке и византијске цивилизације. Распуштена је од стране немачко-италијанске окупационе власти у Грчкој након њеног снажног отпора инвазији.

### Национализам
Као и у већини других тоталитарних режима, режим од 4. августа усвојио је снажан националистички програм: иако се Метаксас противио инвазији на Малу Азију као део Мегали идеје, користио је снажан националистички језик у вези са грчким мањинама у суседним земљама и у одговарајући на претње грчких суседа у још увек нестабилној југоисточној Европи. Као и са многим националним државама у то време, користио је језик уздижући расу свог народа.
Етничке и језичке (углавном Славенофони Грци) мањине биле су прогањане под Метаксасовом влашћу. Режим је, међутим, био толерантан према грчким Јеврејима, укидајући антисемитске законе претходних режима. Велика заједница сефардских Јевреја била је присутна у региону Солуна који је припојен Грчкој 1913. године, а Јевреји су се у великој мери супротстављали венизелизму. Метаксас се чврсто супротстављао иредентистичким фракцијама Славофона у северној Грчкој (од којих су већина били Бугари), од којих су неки били подвргнути политичком прогону због залагања за иредентизам у односу на суседне земље.
Метаксасов режим је наставио са репресијом над употребом словенских језика, како у јавности тако иу приватном, као и над изражавањем словенске културне посебности. Током Другог светског рата, Славофони који су се идентификовали као Грци, борили су се у Хеленској војсци у одбрани Грчке, док су они који нису сарађивали са окупационим снагама након капитулације Грчке. Опет, за разлику од неких тоталитарних режима, никада није било масовних убистава и нема доказа да су она била планирана.

### Економија
Један од главних циљева владе режима 4. августа био је одбацивање старог капиталистичког система и његова замена корпоративним економским системом у циљу промовисања националне и друштвене солидарности. Ова идеја је „савршено у складу са Метаксасовим уверењима о друштвеној и националној солидарности, као и његовим одбацивањем индивидуализма и класне борбе“. План за стварање корпоративистичке државе манифестовао се у првим данима режима јавним изјавама Метаксаса и министара у влади. У том циљу, заменик премијера и министар финансија Константинос Завицијанос „објавио је детаље о хоризонталној (према гранама производње), а не вертикалној (према друштвеној класи), синдикалистичкој организацији“ државе. Међутим, због спољне кризе са Италијом, план је морао бити привремено одложен, тако да никада није у потпуности остварен.
Метаксасова влада, у почетку непопуларна, такође је стекла популарност кроз разрађени програм за социјализацију грчке привреде, укључујући:
- Осигурање за случај незапослености.
- Породиљско одсуство.
- Петодневна, 40-часовна радна недеља.
- Загарантовани плаћени двонедељни одмор (или двонедељна дупла плаћа уместо годишњег одмора).
- Строжији стандарди безбедности на раду.

Многи елементи овог програма опстају у грчкој економској политици. Метаксасов режим је основао Раднички центар (Εργατικο Κεντρο), који је, између осталог, основан да брине о радничком смештају и рекреацији. Режим од 4. августа у почетку је стабилизовао драхму, која је патила од високе инфлације. Користећи новооткривену чврстину валуте, Метаксасова влада је започела велике програме јавних радова (као што је међународни аеродром), укључујући одводњавање земљишта, изградњу железнице, побољшања путева и модернизацију телекомуникационе инфраструктуре.
Економски програм Метаксаса доживео је почетни успех, са изразитим порастом дохотка по глави становника и привременим падом незапослености у Грчкој између 1936. и 1938. (незапосленост је нагло порасла после 1938. године). Искоришћавајући овај успех, влада је увела отплату дуга за пољопривреднике и увела најниже цене за нека пољопривредна добра како би прерасподелила богатство на село. Такође, у сектору законодавства, грчки грађански законик је коначно завршен од стране правне комисије; план који је био на чекању још од година Отоа Грчког.
Друга организација коју је успоставио режим по први пут је била државна радио станица; ИРЕ (данас ЕРТ), погодан и за пропаганду режима. Такође, током година режима, донет је први закон о оснивању националних паркова Грчке.

### Други режими
Постоји дебата о томе како се режим односи на друге крајње десничарске режиме из 1930-их, посебно на фашистичку Италију и нацистичку Немачку. Неке од главних и важних разлика Метаксасовог режима у поређењу са другим владама крајње деснице укључују:
- Антиимперијалистички говор режима.
- Пројеврејски став Метаксаса и толеранција према верским мањинама.
- Одсуство масовне политичке базе за режим, у виду политичке партије или покрета.
- Нема репрезентативне архитектуре или споменика.

### Крај режима
Спољна политика је била једна од главних брига режима од 4. августа. Метаксас, који је као младић студирао у Немачкој, био је про-немачки, док је краљ био про-британски. Ово је изазвало бурне расправе између њих двојице, али реалност Европе 1930-их била је да је безбедност Грчке зависила мање од Немачке него од њеног традиционалног савезника и заштитника, Уједињеног Краљевства, које је била велика сила и која је са својом флотом доминирала источним Средоземним морем. Поред тога, грандиозни планови италијанског лидера Бенита Мусолинија да изгради ново Римско царство на Медитерану директно су се сукобили са грчким претензијама да контролишу Егејско море и острва Додеканез (тада под италијанском контролом) и да врше јачи утицај у Албанији.
Како су тензије и ратна опасност порасле у Европи непосредно пре Другог светског рата, ситуација је била скоро потпуно иста као и пре Првог светског рата, када је Грчка имала јаке пронемачке афинитете у влади, али је њена безбедност зависила од Велике Британије. Већина посматрача је очекивала да ће Грчка покушати да остане неутрална. Метаксас је заиста покушао да задржи строгу неутралност, али италијански експанзионизам је на крају довео до италијанског ултиматума и до грчко-италијанског рата. Међутим, грчке снаге су потпуно одбиле италијанску инвазију и потиснуле Италијане назад у Албанију, где је инвазија била покренута. У ствари, за неке територије у Албанији где живи грчка мањина тврдило се да су „ослобођене“ и Метаксасови планови су били да их уједини са остатком Грчке.
Метаксас је изненада умро у јануару 1941. у неразјашњеним околностима. Његова смрт изазвала је наду у либерализацију његовог режима и обнову парламентарне владавине, али је краљ Ђорђе побио ове наде када је задржао режимску машинерију на месту. У међувремену, Адолф Хитлер је био приморан да скрене немачке трупе да спасе Мусолинија од пораза, и ушао је у битку за Грчку преко Југославије и Бугарске 6. априла 1941. Метаксасов наследник премијер Александрос Коризис је починио самоубиство 18. априла 1941. када су се Немци приближили Атини. 27. априла 1941. године Атину су окупирали Немци.
Упркос британској помоћи, до краја маја, Немци су заузели већи део земље. Режим од 4. августа пао је 29. маја 1941. Краљ и влада су побегли на Крит, где су остали до краја битке за Крит. Затим су прешли у Египат, где је успостављена грчка влада у егзилу. Британци су одбили алтернативну дестинацију Кипра, који су се плашили да би то могло појачати грчке претензије на острво. У међувремену, у Грчкој су силе Осовине поставиле на власт фашистичку марионетску владу.
Како се окупација Осовине завршила, Грчка је пала у грађански рат између снага левице којима су доминирали комунисти, које су деловале у Грчкој и из база на југу Југославије, и снага политичке деснице које су оријентисане према САД и Уједињеном Краљевству. Ово је била прва велика дуготрајна битка Хладног рата, једна од првих вежби у америчкој политици задржавања и предмет Труманове доктрине председника САД Харија Трумана. Склапања су се прилично разликовала од венизелистичког-монархистичког националног раскола, пошто је већина венизелиста подржавала десничарски савез током грађанског рата.